# Бегалин, Сапаргали Искакович
Сапаргали́ Иска́кович Бега́лин (каз. Сапарғали Ысқақұлы Бегалин; 24 ноября 1895, аул Дегелен, Семипалатинский уезд — 10 марта 1983, Алма-Ата, Казахская ССР, СССР) — казахский советский писатель, один из основоположников казахской советской детской литературы.. Отец кинорежиссёра Мажита Бегалина.

## Биография
Родился 24 ноября 1895 года в ауле Дегелен (ныне - Абайский район Восточно-Казахстанской области). Происходит из подрода байбори рода каракесек племени аргын.Ы
Когда мальчику исполнилось 7 лет, отец отвез его к родственникам в урочище Ушаша, и отдал мулле для обучения грамоте. Большую роль в дальнейшем образовании сыграло тесное общение с братом отца дядей Исмагулом, который окончил в городе Ташкенте мусульманское медресе. Из Ташкента он привез много книг: произведения восточной литературы, учебники для обучения аульных детей в начальных классах медресе, книги по истории. Уже в то время Исмагул обратил внимание на способного и любознательного племянника Сапаша, стремившегося к учению, образованию. Он щедро делился с мальчиком знаниями, часто брал его с собой в поездки в города Каркаралинск, Семипалатинск. С помощью дяди Сапаргали познакомился с восточными поэмами «Шахнаме» Фирдоуси, «Хикметы» Ахмеда Яссави, стихи Сайхали и Бахиргани, поэма «Юсуп и Зулейха», сказки «Тысяча и одна ночь».
В 1914 году, в № 9 казахского журнала «Айкап», издававшегося Мухамеджаном Сералиным и Султанмахмудом Торайгыровым, было впервые опубликовано его стихотворение «Қазақ бозбаларына» («Казахским юношам»).
В 1915 году окончил русско-киргизское училище. В 1921-1935 годах работал председателем Дегеленского волисполкома, членом Каркаралинского уездного исполкома, народным судьёй, ответственным работником управления Туркестано-Сибирской железной дороги, Наркомзема КазАССР. В 1935-1960 годах работал в газете «Теміржолшы», затем в Институте языкознания и литературы Академии наук Казахской ССР. С 1940 года являлся членом КПСС.
В своих многочисленных поездках по Казахстану писателю часто доводилось быть свидетелем трудного, полного нужды и лишений детства аульных ребятишек. По словам самого Сапаргали Бегалина, окончательно в литературу он пришел только в конце 40-х годов и привело к этому именно желание рассказать об этих рано повзрослевших детях. Первая его книга, поэма для детей «Месть орла», написанная по сюжету казахской народной легенды, вышла в 1943 году. В ней поэт воспевает всепобеждающую силу человеческого разума. Вскоре он публикует рассказ о маленьком табунщике «Жылкышы бала», затем повесть «Сатжан». Это самая удачная из первых повестей, написанных Бегалиным для детей. Переведенная на русский язык, она была напечатана в журнале «Пионер», а вскоре вышла отдельной книгой.

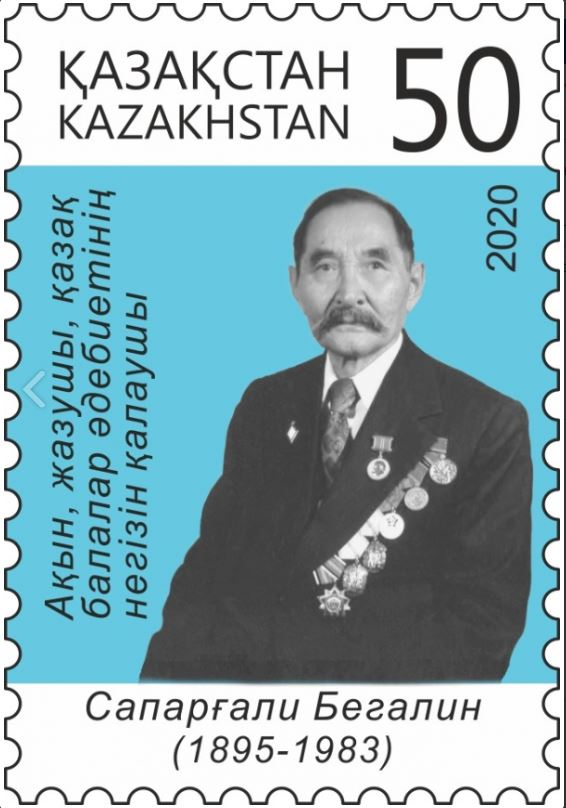
Марка Казахстана 2020 года, посвящённая 125-летию Сапаргали Бегалина

В лирико-романтических поэмах и стихотворениях «Месть сокола» (1943), «Цимлянское море» (1953), «Таинственный источник» (1963) и других Бегалин воспевал преобразования в стране, красоту родного края. Поэма «Крылатый казах» (1947) посвящена Герою Советского Союза Нуркену Абдирову.
Многие его рассказы и повести адресованы детям, — «Яблоко Ермека» (1955, 1985), «Сатжан» (1947, 1973, 1978), «Молодая ветка» (1953), «Подросток» (1960), «Школьные друзья» (1961) и другие пронизаны любовью к Родине, идеями советского патриотизма и интернационализма. Также автор повестей и рассказов для детей: «Приключения Коксегена», «Молодой охотник», «Встреча с медведем», «Спасенный олененок», «Девушка-табунщик», «Рассказ старого Мустафы», «Еж Есена», «Дедушкина яблоня» и др..
Издает повести «Чокан — подросток» и «Юность Чокана», затем «Перевалы Чокана». Надо сказать, что тема Чокана Валиханова объединила отца с его сыном Мажитом, талантливым кинорежиссером, который снял фильм «Его время придёт» (1957) об известном казахском учёном и путешественнике Чокане Валиханове.
Сапаргали Бегалин также занимался собиранием и исследованием образцов казахского устного творчества, внёс значительный вклад в публикацию и издание произведений известных народных поэтов Исы Байзакова, Доскея Алимбаева, Шашубая Кошкарбаева, Куата Терибаева, Толеу Кобдикова, написал монографию о жизни и творчестве Джамбула Джабаева (1946).
На стихи Бегалина создано около 50 песен («Пионерская песня», «Каракоз», «Весна», «Колыбельная», «Белый голубь», «Тоскую по тебе, любимая» и другие).
Сапаргали Бегалиным на казахский язык были переведены некоторые стихотворения А. С. Пушкина, М. Ю. Лермонтова, Т. Г. Шевченко, рассказы и повести Мамина-Сибиряка, Леонида Соловьёва.
Годы жизни Сапаргали Ыскаковича — это годы непрерывных творческих исканий и напряженной работы. О себе он говорил так: «Мне нужно много трудиться, день и ночь, чтобы подняться до самого лучшего, что есть в себе!».
Скончался 10 марта 1983 года, похоронен на Кенсайском кладбище.

## Награды
- Орден «Знак Почёта» (03.01.1959) — за выдающиеся заслуги в развитии казахского искусства и литературы и в связи с декадой казахского искусства и литературы в гор. Москве
- Орден Дружбы народов (26.11.1975)[6]
- Орден «Знак Почёта»
- Медали

## Память
- В честь Сапаргали Бегалина названа Государственная республиканская детская библиотека в Алма-Ате.
- Также его именем названы улицы в Алма-Ате, Астане, Семипалатинске.
- Мемориальная доска Сапаргали Бегалину установлена на доме по ул. Чайковского, где он жил в Алматы с 1976 по 1983 гг.
- Имя Сапаргали Бегалина присовено средней школе в селе Кайнар Абайской области